# پاییز در نیویورک (فیلم)
پاییز در نیویورک (به انگلیسی: Autumn in New York) فیلمی محصول سال ۲۰۰۰ و به کارگردانی جوآن چن است. در این فیلم بازیگرانی همچون ریچارد گی‌یر، وینونا رایدر، آنتونی لاپالیا، الین استریچ، ویرا فارمیگا، شری استرینگ‌فیلد، سام ترمل، مری بت هرت، کالی روخا، آدری کوک، تاونی سایپرس، دانیلا ون گراس، ریچل نیکولز، لایزا لاپیرا ایفای نقش کرده‌اند.
داستان
ویل کین، پنجاه ساله و ثروتمند، یک روز به طور اتفاقی، دختری جوان و ملیح را می بیند و خیلی زود با هم رابطه برقرار می کنند.